# François Bruhat
François Georges René Bruhat (* 8. April 1929 in Paris; † 17. Juli 2007) war ein französischer Mathematiker, der sich insbesondere mit Lie-Gruppen und algebraischen Gruppen beschäftigte.

## Leben
Bruhat besuchte das Lycée Henri IV und das Lycée Saint-Louis in Paris und studierte dann ab 1948 an der École normale supérieure, wo auch sein Vater Georges Bruhat als Directeur Adjoint arbeitete. 1952 bis 1955 arbeitete er für das CNRS. Seine Doktorarbeit behandelte induzierte Darstellungen von Lie-Gruppen, denen er in den 1950er Jahren eine Reihe von Arbeiten widmete und in denen er die von Laurent Schwartz entwickelte Theorie der Distributionen anwandte. Außerdem untersuchte er mit Henri Cartan reelle analytische Mannigfaltigkeiten mit Singularitäten. 1955 war er Maître de conférences in Nancy, wo er später Professor für Mathematik wurde. 1961 wurde er Professor in Paris (an der Faculté des sciences) und 1970 an der Universität von Paris VII, wo er bis 1989 blieb. Er war einer der Gründungsmitglieder der Universität, für deren interdisziplinäre Ausrichtung er eintrat, und 1976 bis 1981 Vizepräsident der Universität.
Mit Jacques Tits entwickelte er ab 1965 die Theorie einfacher algebraischer Gruppen über lokalen Körpern. 1972 erschien ihre Arbeit (von Buch-Länge) Groupes réductifs sur un corps local (Publications Mathematiques de IHES 1972). Mit Tits schuf er die Theorie der Gebäude (Bruhat-Tits-Gebäude). 1956 führte er die Bruhat-Zerlegung ein.
Bruhat war Mitglied von Bourbaki.
Er war seit 1990 korrespondierendes Mitglied der französischen Akademie der Wissenschaften, Offizier der Ehrenlegion und Kommandeur des Ordre des Palmes Académiques. 1970 war er Invited Speaker auf dem Internationalen Mathematikerkongress in Nizza (Groupes algébriques semi-simples sur un corps local).
Er ist der Bruder von Yvonne Choquet-Bruhat.

## Schriften
- Lectures on Lie groups and Representations of locally compact groups (= Lectures on Mathematics and Physics. Mathematics. 14, ISSN 0406-6987). Notes by Sundararaman Ramanan. Tata Institute of Fundamental Research, Bombay 1958, (Neuerlich 1968).
- Algèbres de lie et groupes de lie. Résumé des leçons (= Textos de Matemática. Nr. 3, ISSN 0566-1560). Instituto de Fisica e Matematica – Universidade do Recife, Recife 1959, (Vorlesungen in Recife).
- Lectures on some aspects of {\displaystyle p}-adic analysis (= Lectures on Mathematics and Physics. Mathematics. 27). Notes by Sunder Lal. Tata Institute of Fundamental Research, Bombay 1963.